# Tomiya
Tomiya (Japans: 富谷市, Tomiya-shi) is een Japanse stad in de prefectuur Miyagi. In 2019 telde de stad 51.886 inwoners. 

## Geschiedenis
Op 1 april 1889 werd Tomiya opgericht. Op 10 oktober 2016 werd Tomiya benoemd tot stad (shi). 
Steden:
Higashimatsushima · Ishinomaki · Iwanuma · Kakuda · Kesennuma · Kurihara · Natori · Ōsaki · Sendai (hoofdstad) · Shiogama · Shiroishi · Tagajō · Tome · Tomiya

Districten:
Igu · Kami · Katta · Kurokawa · Miyagi · Motoyoshi · Oshika · Watari · Toda · Shibata
Gemeenten per district